# Киричинский, Игорь Иванович
Игорь Иванович Киричинский (1924 — 1977) — советский инженер, лауреат Ленинской премии.

## Биография
В 1942—1943 года служил в РККА.
После окончания в 1949 году Московского автомеханического института работал в НИИ технологии автомобильной промышленности: инженер, ведущий конструктор, главный конструктор.

## Награды
- Ленинская премия, 1966 год — за создание нового процесса и комплекса оборудования для изготовления крупномодульных зубчатых колёс.